# 金融士
金融士（きんゆうし）とは、金融庁から設けられる予定だった国家資格である。
2008年4月30日、日本の金融庁が2010年度以降新たに設ける方針を出した。なお、「金融士」は仮称である。
金融法務・財務会計・ファイナンスの3科目の短答式試験に合格し、さらにそれぞれの科目で論文式試験及び面接試験に合格し、数年間の実務経験を経て金融士となるとされる。
しかしその後試験等は行われず、金融士に関する公式発表もない。